# Ruza (miasto)
Ruza (ros. Ру́за) – rosyjskie miasto w obwodzie moskiewskim, położone nad rzeką Ruza (dopływem rzeki Moskwy), 100 km na zachód od Moskwy.
Pierwsze wzmianki o mieście były już w 1339 roku jako część Księstwa Zwenigorodzkiego. Ruza była miastem-fortecą, chroniącym Moskwę z zachodu.